# Natuurpark Mondragó

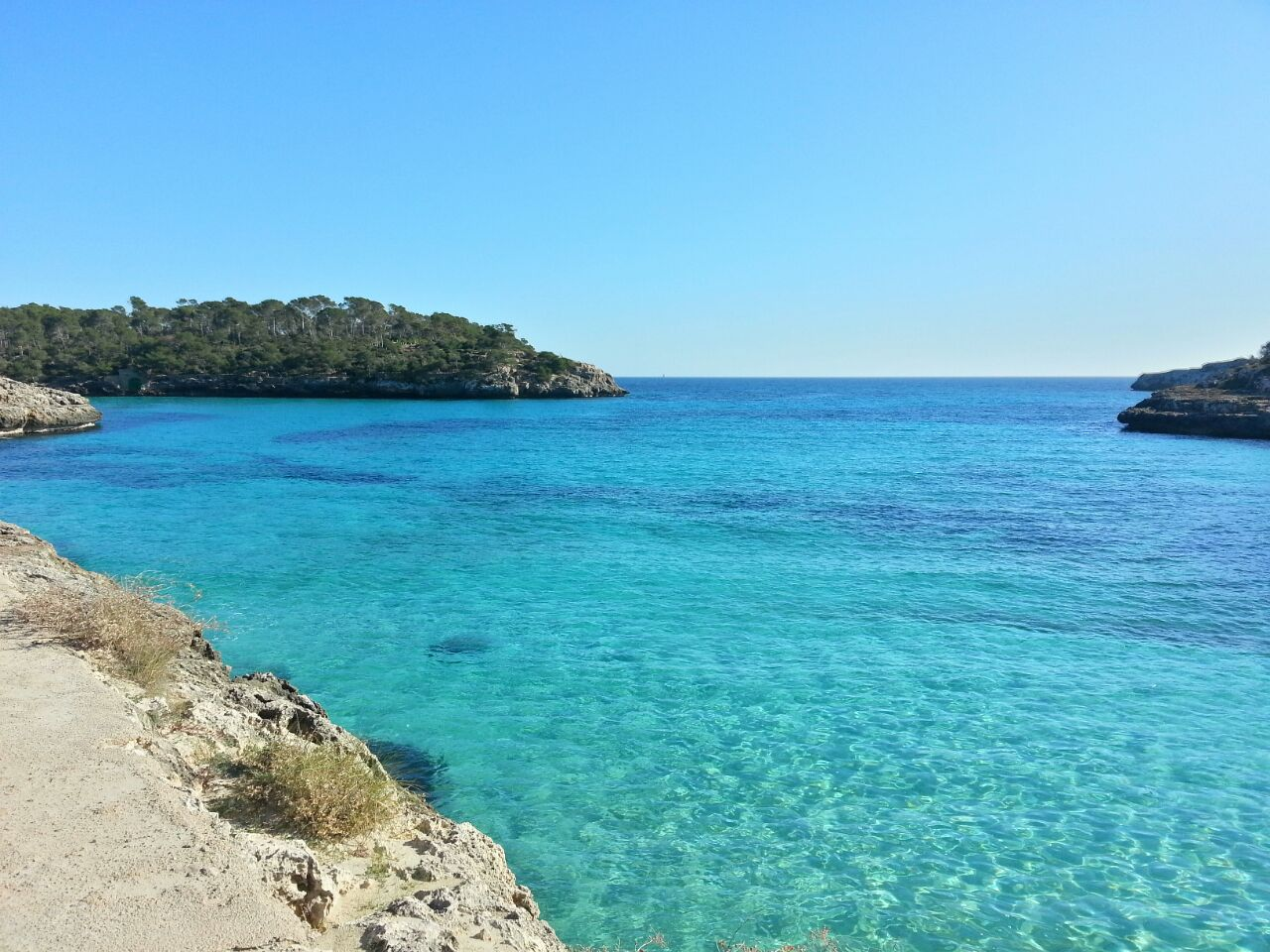

Het Natuurpark Mondragó (Catalaans: Parc Natural de Mondragó / Spaans: Parque Natural de Mondragón ) is een natuurpark op Mallorca (Balearen) in Spanje. Het natuurpark werd opgericht in 1992 en is 750,25 hectare groot. Het park omvat stranden, bossen, heuvels.